# The New Fantastic Four
Pour les articles homonymes, voir Les Quatre Fantastiques (homonymie).
The New Fantastic Four (ou The Fantastic Four) est une série télévisée d'animation américaine en 13 épisodes de 22 minutes coproduite par DePatie-Freleng Enterprises et Marvel Comics Animation (aujourd'hui propriétés de Marvel Entertainment, filiale de The Walt Disney Company) et diffusée en 1978 aux États-Unis. Elle est a priori inédite dans les pays francophones.
C'est la seconde série d'animation adaptée des comics The Fantastic Four après Les Quatre Fantastiques (1967) des studios Hanna-Barbera. La Torche humaine est remplacée par un robot nommé HERBIE (Humanoid Experimental Robot B-type Integrated Electronics) car les droits télévisés du personnage étaient détenus par Universal Studios pour un projet de série télévisée sur NBC qui ne vit finalement pas le jour,.

## Distribution (voix)
- Ted Cassidy : Benjamin J. « Ben » Grimm alias la Chose
- Mike Road : Reed Richards alias Mr Fantastique
- Ginny Tyler : Susan « Sue » Richards alias la Femme Invisible
- Dick Tufeld : le narrateur
- Frank Welker : HERBIE
- Gene Moss : le Piégeur
- John Stephenson : Docteur Fatalis / Magnéto / Karnak
- Nancy Wible
- Joan Gerber
- Don Messick
- Vic Perrin
- Hal Smith

## DVD
L’éditeur Clear Vision a sorti la série en DVD au Royaume-Uni en mars 2010.